# USS 모카신 (SS-5)
USS 모카신 (SS-5)는 미 해군의 초기 잠수함으로, 플런저급 잠수함의 하나이다. 후에 A-4로 함명이 바뀌었다.